# Уильямсон, Роберт Стоктон
Роберт Стоктон Уильямсон (1825—1882) — американский военный и инженер. Получил известность в связи с исследованиями местности в целях прокладки трансконтинентальных железных дорог через Орегон и Калифорнию.

## Биография
Родился в Оксфорде, штат Нью-Йорк, жил в Элизабет (Нью-Джерси). Его нарекли в честь друга семьи коммодора Роберта Ф. Стоктона. С 1848 года служил в американской армии, где сделал успешную карьеру, будучи удостоен двух временных повышений. Участвовал в Гражданской войне в США на стороне армии Севера. Сражался в битве при Нью-Берне и сражении при Форт-Маконе. Затем был назначен главным инженером-топографом Потомакской армии. С 7 мая 1863 в чине майора, с того же года в Инженергом корпусе. Занимался обустройством маяков и гаваней на Тихоокеанском побережье США. 2 февраля 1869 года получил чин подполковника.
Вышел в отставку по болезни в 1882. В том же году скончался.

## Память
В честь Уильямсона названы река в Орегоне, гора в Калифорнии, другая гора в Орегоне (см. en:Williamson Mountain), дятел, сосновый дятел-сосун (англ. Williamson's sapsucker).